# Jean-Yves Camus
Pour les articles homonymes, voir Camus.
Jean-Yves Camus, né en 1958, est un journaliste et politologue français. Il est spécialiste de l'extrême droite.

## Biographie

### Jeunesse et études
Issu d’une famille catholique pratiquante et gaulliste, avec des valeurs républicaines, patriotiques, sociales, il est diplômé de l'Institut d'études politiques de Paris (section Service public, 1982), titulaire d’une maîtrise de science politique et d’un DEA d’histoire contemporaine de l'EHESS,.
Il a été l'époux d'Annie-Paule Derczansky avec qui il a écrit Le Monde juif.

### Parcours professionnel
En 1992, il publie avec René Monzat, Les Droites nationales et radicales en France, un ouvrage qui dresse un vaste panorama des franges radicales de l'ultra-droite.
Spécialiste de l'extrême droite française et des groupes radicaux islamistes, il est chercheur associé à l'Institut de relations internationales et stratégiques (IRIS) depuis 2006. Il a dirigé et collaboré à plusieurs ouvrages collectifs dans le cadre du Centre européen de recherche et d'action sur le racisme et l'antisémitisme (CERA) et a été expert pour le Conseil de l'Europe. Entre 2002 et 2004, il collabore également au Programme national de recherche sur l'extrémisme de droite commandé par le Conseil fédéral suisse. En 2008, il dirige des recherches sur l’islamophobie dans la presse française pour l’Agence des droits fondamentaux de l’Union européenne (FRA). Il est à l'origine de la notion de populisme de prospérité.
Intervenant dans les médias, il publie des articles dans Charlie Hebdo depuis les années 1990 ou dans Le Monde diplomatique dans les années 2000 et a collaboré au journal en ligne Proche-Orient.info[Quand ?].
Jean-Yves Camus, qui s'est converti au judaïsme et qui est devenu observant,, collabore également à l'hebdomadaire Actualité juive. Il a participé à plusieurs conventions du Conseil représentatif des institutions juives de France et est membre de la task force sur l'antisémitisme du Congrès juif européen,,.
Depuis 2014, il dirige l'Observatoire des radicalités politiques de la Fondation Jean-Jaurès, un think tank proche du Parti socialiste,. Il est aussi chercheur associé à l'Institut de relations internationales et stratégiques.
En novembre 2015, il publie avec Nicolas Lebourg un ouvrage sur Les Droites extrêmes en Europe. Pour Libération, ce livre montre que « loin d’être figée dans ses structures ou son idéologie, l’extrême droite forme une nébuleuse hautement adaptable ».
En février 2016, il est nommé membre du conseil scientifique de la Délégation interministérielle à la lutte contre le racisme et l'antisémitisme (DILCRA), présidé par Dominique Schnapper. Il est également membre du groupe Extrémisme et démocratie au sein du Consortium européen pour la recherche politique (ECPR).

## Prises de position
Jean-Yves Camus adhère à 16 ans à l'UDR de Châtenay-Malabry pendant la campagne de Jacques Chaban-Delmas puis est présent à la fondation du RPR en 1976.
Au début des années 2000,, il a été le conseiller du chevènementiste Georges Sarre.
Le 4 mars 2005, Jean-Yves Camus signe un article sur le site Proche-orient.info prônant l'interdiction de la Ligue de défense juive (LDJ)[réf. nécessaire]. Dès 2002, il avance également que se répandrait « au sein d'une partie de la communauté juive un sentiment radicalement antiarabe ».
En 2008, il s'inquiète du recours par le Consistoire français à des rabbins étrangers peu ouverts d'esprit :

« On entend parfois des sermons où les non-Juifs sont décrits comme étant quelque part entre le règne animal et celui des citoyens de seconde catégorie. »

En 2012, il compte parmi les signataires de la tribune Français juifs et de gauche publiée dans Libération le 8 février.
En 2025, il est présent à la cérémonie publique organisée le 16 janvier, la messe rendue en hommage à Jean-Marie Le Pen, fondateur historique du Front national à l’église Notre-Dame du Val-de-Grâce.

## Publications
- Les droites nationales et radicales en France : répertoire critique (avec René Monzat), Lyon, Presses universitaires de Lyon, 1992, 526 p. (ISBN 2-7297-0416-7, présentation en ligne).
- Dir., Les Extrémistes, de l'Atlantique à l'Oural, Éditions de l'Aube, 1996 et 1998.
- Le Front national, histoire et analyse, Paris, Éditions Olivier Laurens, 1996  (ISBN 2-911838-01-7).
- L’Extrême droite aujourd'hui, Toulouse, Éditions Milan, coll. « Les essentiels », 1997  (ISBN 2-84113-496-2).
- Le Front national, Toulouse, Éditions Milan, coll. « Les essentiels », 1998  (ISBN 2-84113-608-6).
- (de) Front National. Eine Gefahr für die französische Demokratie?, Bonn, Bouvier Verlag  (ISBN 3-416-02716-7).
- Dir., Les Extrémismes en Europe, La Tour d'Aigues, éditions de l'Aube, 1998  (ISBN 978-2876784413).
- Avec Annie-Paule Derczansky, Le Monde juif, Toulouse, Éditions Milan, coll. « Les essentiels », 2001  (ISBN 2-7459-0226-1).
- Extrémismes en France : faut-il en avoir peur ?, Toulouse, Éditions Milan, coll. « Milan actu », 2006  (ISBN 2-7459-2357-9).
- Les droites extrêmes en Europe (avec Nicolas Lebourg), Paris, Éditions du Seuil, 2015, 313 p. (ISBN 978-2-02-109086-4, présentation en ligne).